# Ezekiel Katzenellenbogen
Ezekiel ben Abraham Katzenellenbogen, né  en 1667 à Brest (Brest Litovsk) en Pologne (aujourd'hui en Biélorussie) et mort le 9 juillet 1749 à Altona, est un rabbin allemand d'origine polonaise. 

## Biographie
Ezekiel ben Abraham Katzenellenbogen est né en 1667 ou en 1668 à Brest (Brest Litovsk) en Pologne (aujourd'hui en Biélorussie). Il est le fils du rabbin Avraham Katzenellenbogen, Dayan de Brest-Litovsk.

## Ses élèves
Parmi ses élèves, on trouve le rabbin allemand Israel Ben Eliezer Lipschuetz (-1782).